# Zamek Urquhart
Zamek Urquhart (ang. Urquhart Castle, gael. Caisteal Urchadain) – ruiny zamku w Szkocji, na zachodnim brzegu Loch Ness, w miejscowości Drumnadrochit, przy drodze tranzytowej A82, 21 kilometrów na południowy zachód od Inverness.
Ruina pozostaje atrakcją turystyczną, którą w 2018 roku odwiedziło 518 195 osób.

## Historia
Według Żywota Kolumbana św. Adamnana około roku 580 św. Kolumban Starszy w trakcie podróży do Inverness, ochrzcił mieszkańców domostwa położonego w miejscu, gdzie później zbudowany został zamek Urquhart. W czasie I wojny o niepodległość Szkocji zamek zdobyły wojska angielskie króla Edwarda I. W latach 1689–1690 zamek oblegali jakobici. W 1692 główna brama zamku została wysadzona w powietrze, co pozbawiło zamek wartości obronnej. Podczas burzy w lutym 1715 roku runęła 5-kondygnacyjna wieża zamkowa. Od tego czasu zamek zaczął popadać w ruinę. W 1913 roku został przejęty przez państwo i oddany później w zarząd organizacji Historic Environment Scotland.

## Architektura
Urquhart pod względem powierzchni (ok. 7000 m²) był jednym z największych zamków Szkocji. Wykonany został z kamienia na planie zniekształconej cyfry 8. Z trzech stron zabudowę chroniło jezioro Loch Ness. Po zachodniej stronie wykopano fosę. Z dwóch wież, zbudowanych na planach liter D, można było bronić dojazdowy, drewniany most zwodzony. Na prawo od głównej bramy znajdują się pozostałości zabudowań gospodarczych. Na wprost od głównej bramy, tuż nad samym brzegiem jeziora, zachowały się ruiny budynku mieszczącego główną salę bankietowo-sądową lorda Urquhart, odpowiedzialnego za przestrzeganie prawa w podległej mu prowincji. Tam też mieściły się pokoje prywatne lorda.

## Galeria

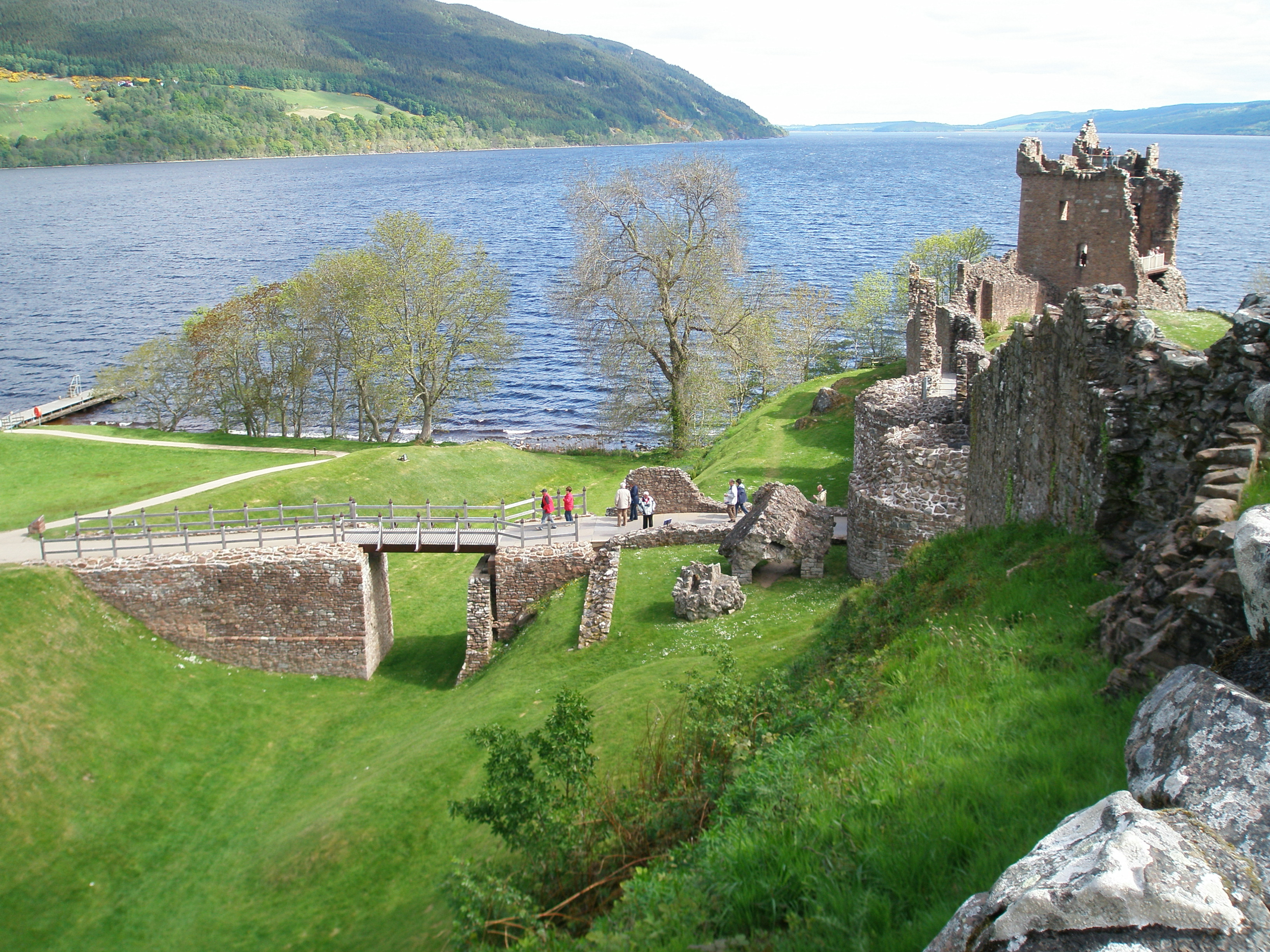
Kładka nad dawną fosą
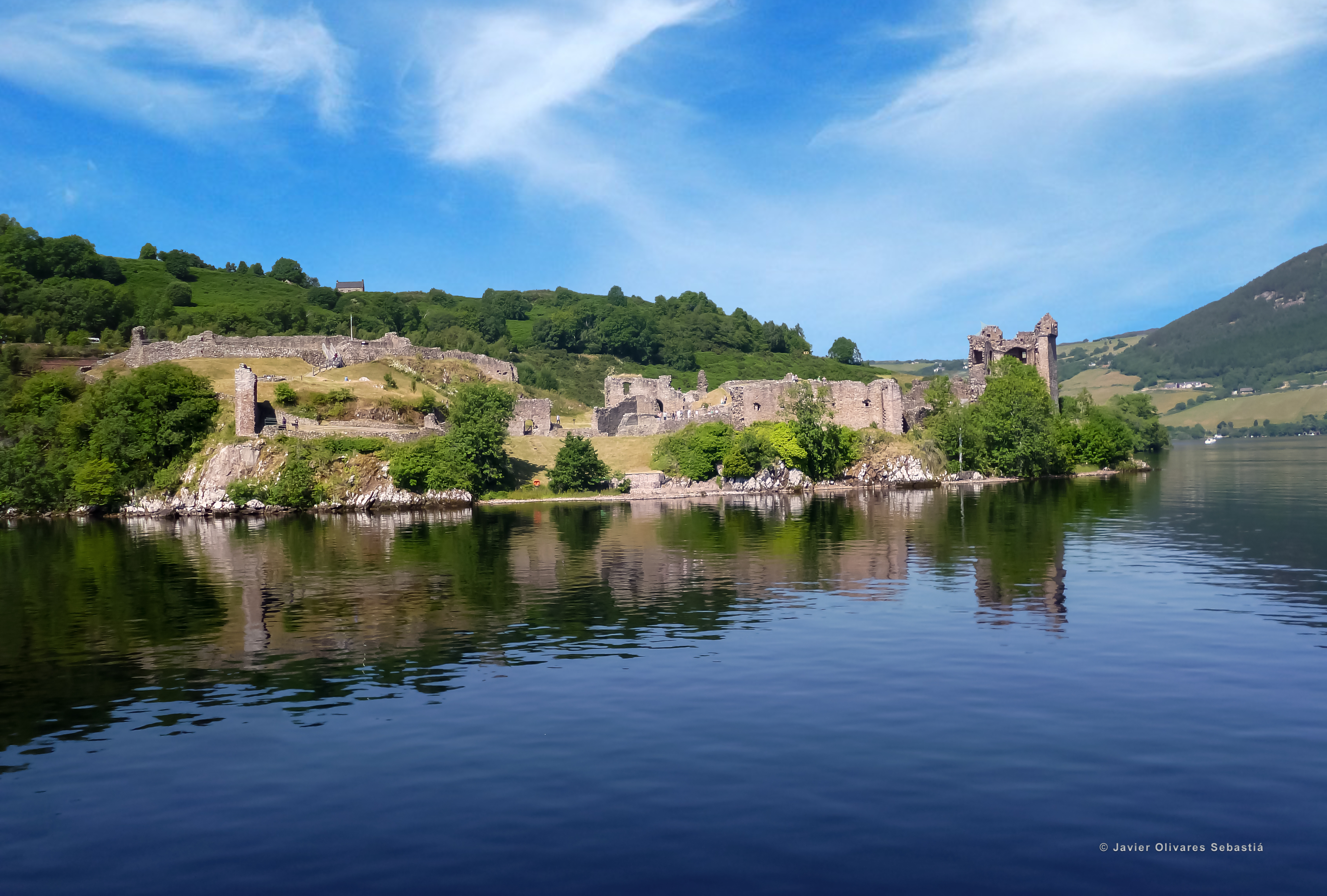
Widok od strony jeziora
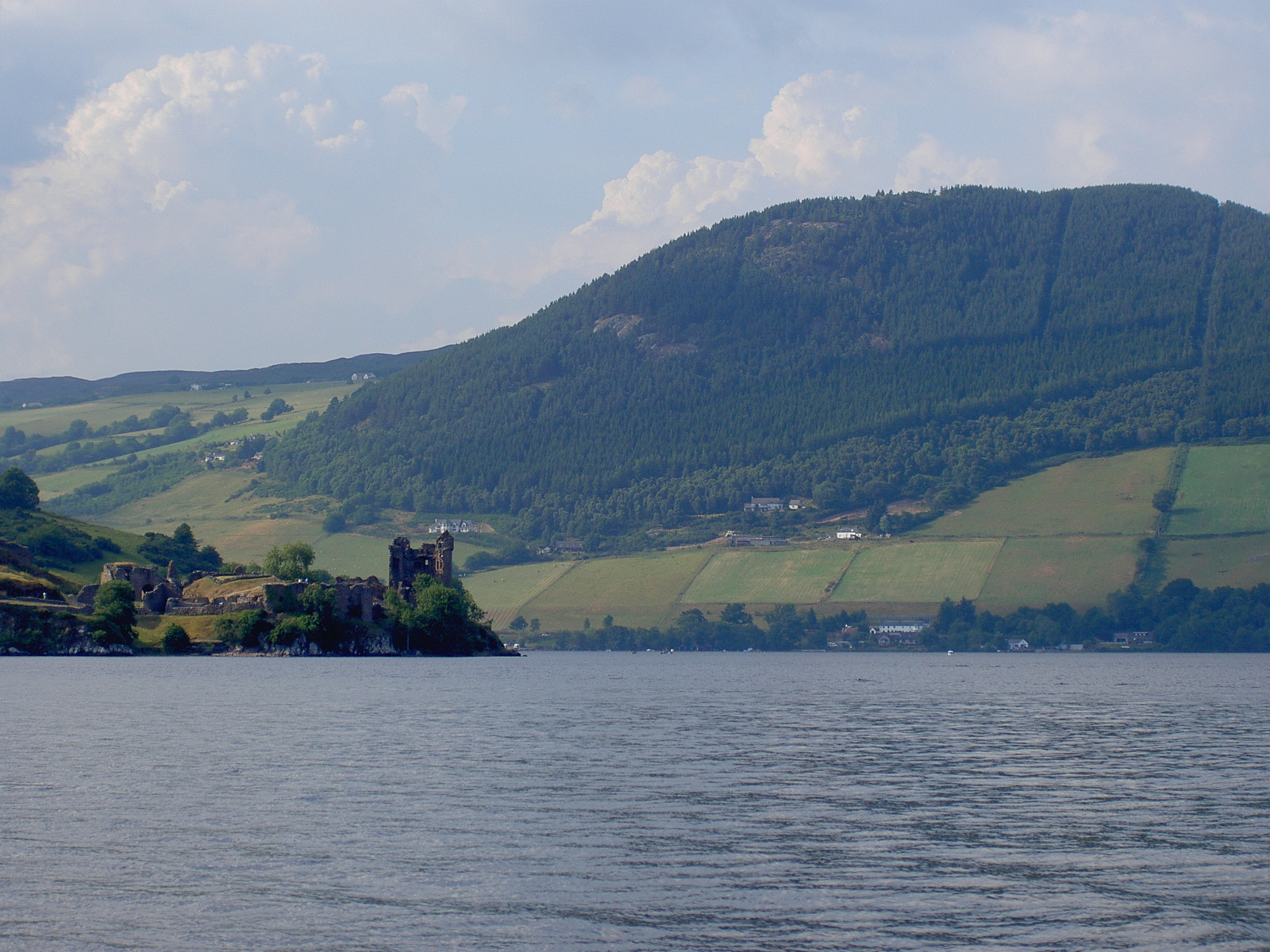
Widok z brzegu jeziora
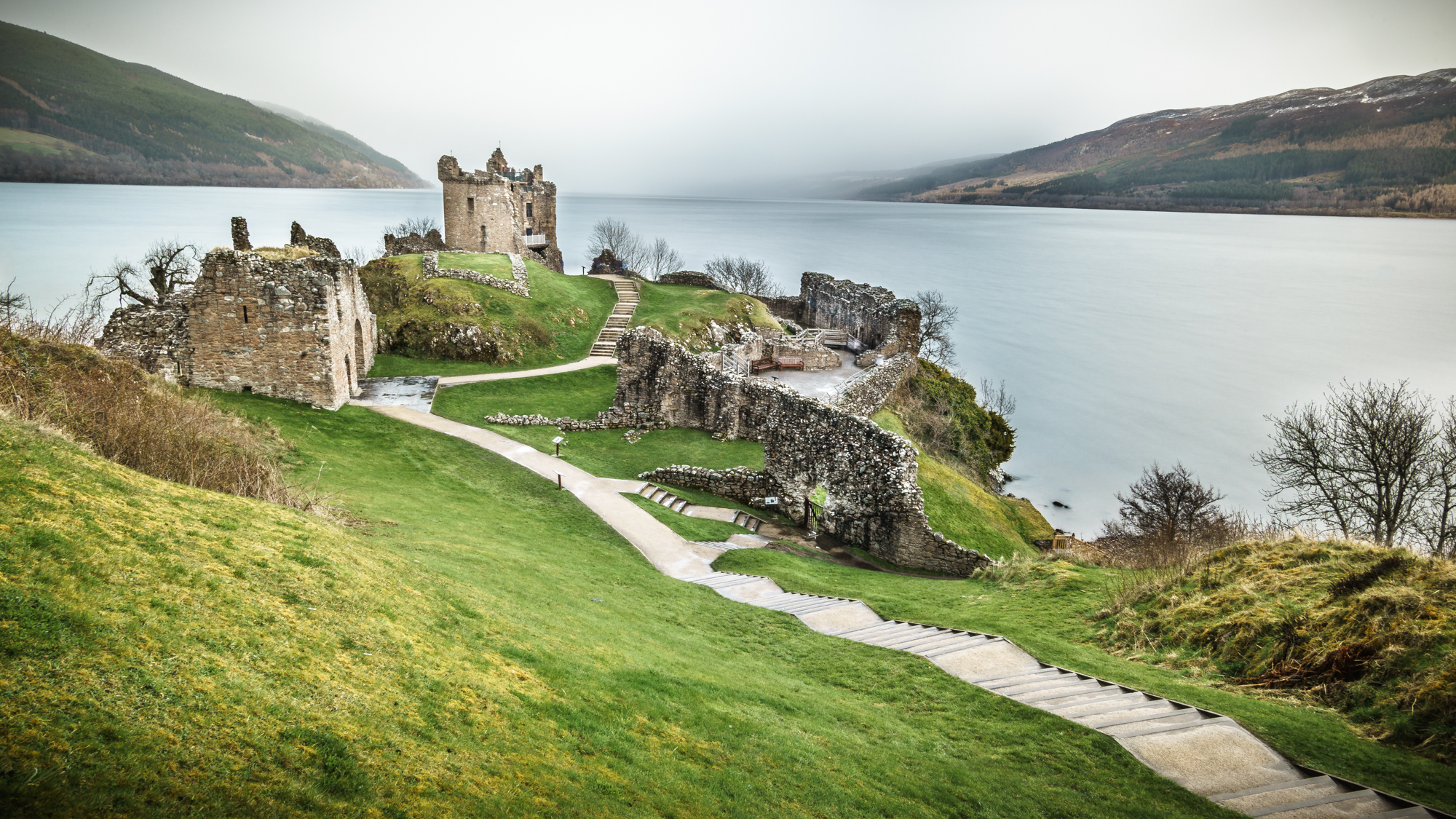
Widok z południa
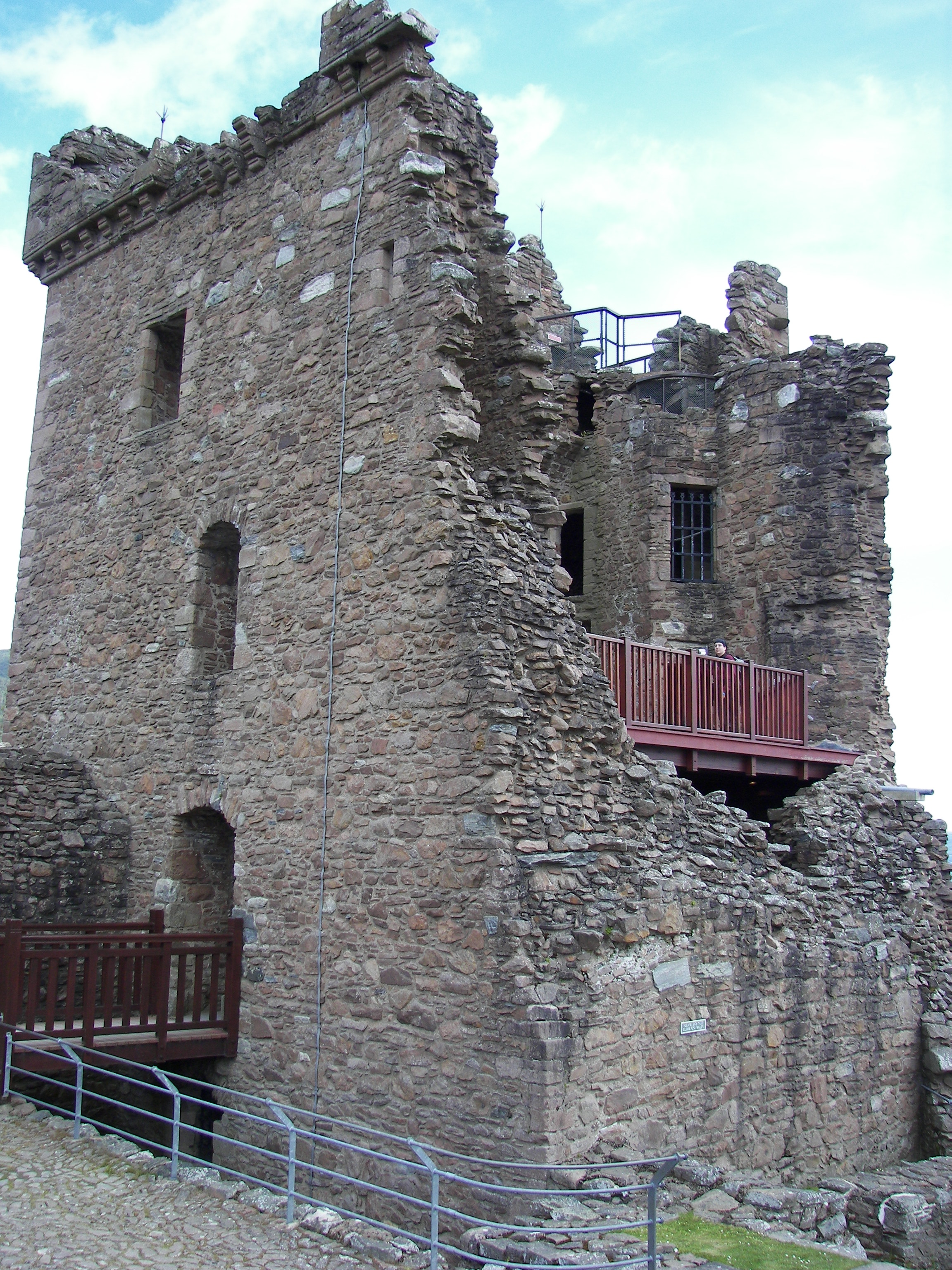
dawna część mieszkalna zamku